# 天神有海
天神有海（3月25日—）是日本栃木縣出身的女聲優。血型是A型。現在是自由身，曾為TORI TORI office、Ark Production、Media Force（舊：Aqua Light）等聲優事務所所屬。

## 演出作品
※粗體字為主角或重要角色。

### 電視動畫
- 小魔女Doremi系列（伊藤こうじ、等）
- 神風怪盜貞德（加賀健一）
- 金田一少年之事件簿（青山ちひろ、亞紀、女學生A）
- 音樂小彗星（麻衣）
- 櫻桃子劇場 可吉可吉（ハレハレ）
- 數碼暴龍無限地帶（パンダモン）
- 戀愛占卜師（八代裕實）
- 彈彈小天使（茜田イズミ）
- 踢出我天地（立花加奈、葉恭介(5歲)）
- Hunter × Hunter（彭絲、阿妮達、智喜、庫嗶）
- B傳說! 戰鬥彈珠人 炎魂（陣兵衛（動畫翻譯：金貝））
- 奇幻旅程（クロード）
- 不可思議魔法藥店（ピンチィ）
- 魔法使Tai!（御小手ミチコ）
- 夢之蠟筆王國（女老闆、司儀、 等）

1998年
- 開花天使（茜田泉）

1999年
- 數碼暴龍大冒險（泉光子郎）
- 進化戰記（ヤァーント）
- Cyber守護星（同學）

2000年
- 數碼暴龍大冒險02（泉光子郎）
- Cyber守護星（第2期）（姫川マヤ、女學生）

2005年
- 我們的仙境（黑崎朝美）

2022年
- 數碼寶貝幽靈遊戲（幼兒）

### OVA
- Hunter × Hunter（庫嗶）
- Hunter × Hunter Greed Island（庫嗶、採訪者）
- Rhythm 恋の律動 ～Shinc Renewal～（ファウナ）

### 電影版動畫
- 阿萊蒂公主（仕立て屋の従弟）
- 轟天高校生（聲）
- 貯金戰士（ピンキー）
- 数码暴龙大冒险 我们的战争游戏[[[Wikipedia:格式手册/链接#章節|錨點失效]]]（泉光子郎）
- 數碼暴龍大冒險02暴龍旋風登陸 危機再現!!/超絕進化!!黃金裝甲最強之力!（泉光子郎）
- 数码暴龙大冒险02帝阿波罗兽的逆袭（泉光子郎）

### 遊戲
- Examinator（金田真理子）
- 你所在的季節 全語音版（伊隅みちる）
- 寫真天蠶變S2（双葉るい、河北千春）
- 櫻桃子劇場 可吉可吉（ハレハレ）
- 召喚夜響曲（茜）
- 召喚夜響曲2（茜）
- 召喚夜響曲4（茜）
- 闇影之心2（石村小助）
- 全職獵人 龍脈的祭壇（ポンズ）
- 新神奇傳說（ラビィ）
- White 〜痛苦的碎片〜（倉島みかな）
- （新橋玲奈）
- 天使同盟（アイリ）
- （聖島秀美）

### CD
- 數碼暴龍大冒險02最佳夥伴 (3) 泉光子郎&甲蟲獸
- 廣播刻CD《魔塔大陸　在世界終結續詠詩篇的少女　side彌紗》